# Cantón de Falaise-Sur
El cantón de Falaise-Sur era una división administrativa francesa, que estaba situada en el departamento de Calvados y la región de Baja Normandía.

## Composición
El cantón estaba formado por siete comunas, más una fracción de la comuna que le daba su nombre:
- Damblainville
- Eraines
- Falaise (fracción)
- Fresne-la-Mère
- La Hoguette
- Pertheville-Ners
- Versainville
- Villy-lez-Falaise

## Supresión del cantón de Falaise-Sur
En aplicación del Decreto n.º 2014-160 de 17 de febrero de 2014, el cantón de Falaise-Sur fue suprimido el 22 de marzo de 2015 y sus 8 comunas pasaron a formar parte del nuevo cantón de Falaise.